# ملاقات ابوت و کاستلو با فرانکنشتاین
ملاقات ابوت و کاستلو با فرانکنشتاین (به انگلیسی: Abbott and Costello Meet Frankenstein) فیلمی ۸۳ دقیقه‌ای به کارگردانی چارلز بارتون با بازی بود ابوت محصول کشور ایالات متحده آمریکا است.